# Masakr v Medveděvském lese

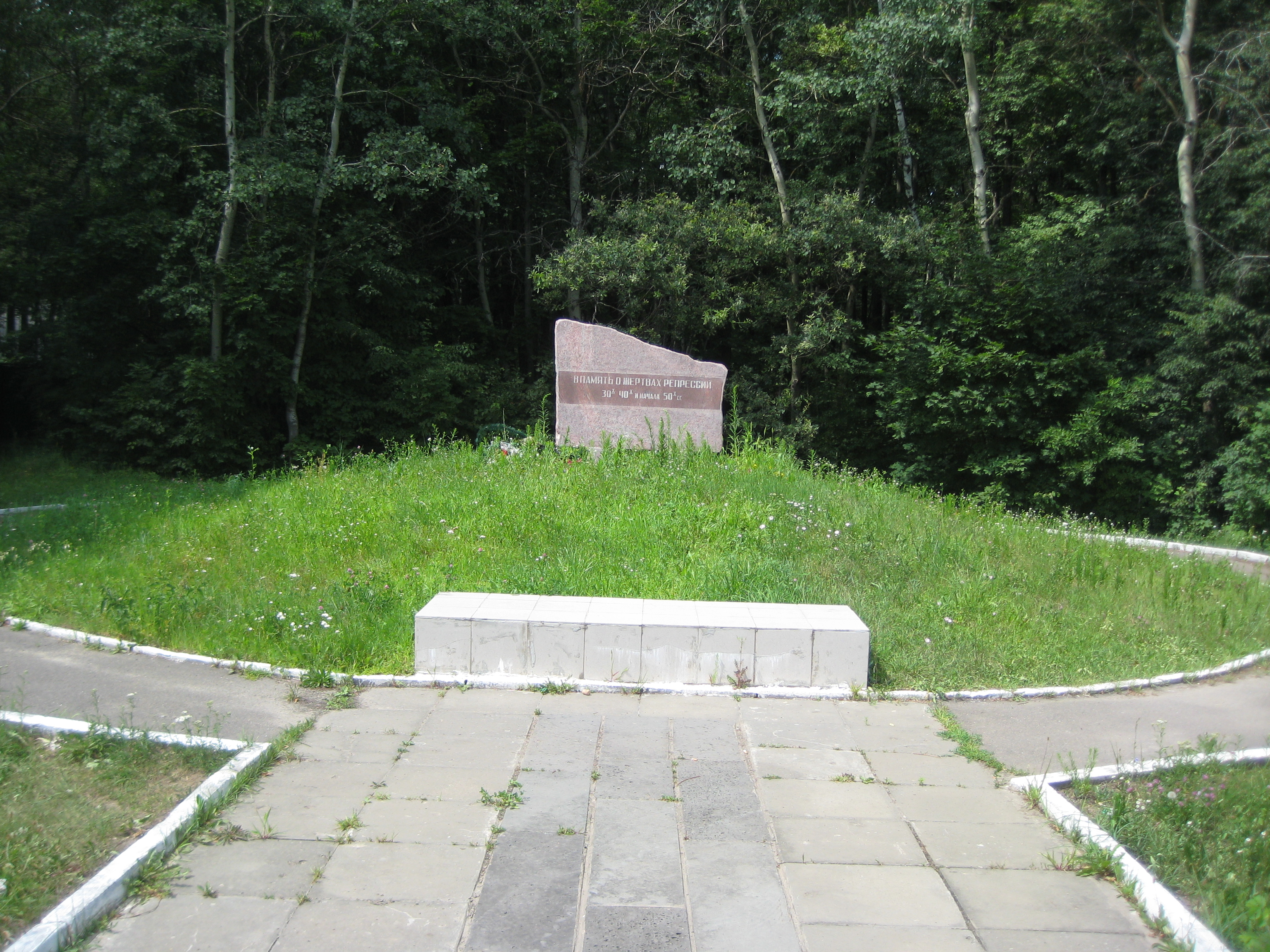
Pomník obětem

Masakr v Medveděvském lese (rusky Медведевский расстрел) nebo Orelský masakr (rusky Орловский расстрел) byla masová poprava v Sovětském svazu, kterou provedla sovětská tajná policie NKVD dne 11. září 1941. 157 politických vězňů uvězněných v orelské věznici bylo popraveno v Medveděvském lese nedaleko ruského města Orel na osobní rozkaz Stalina. Tato poprava byla jedním z mnoha masakrů vězňů narychlo spáchaných NKVD v roce 1941 v důsledku německé invaze.
V roce 1941 bylo v orelské věznici asi pět tisíc politických vězňů. 5. září 1941 sestavila NKVD na příkaz Lavrentije Beriji seznam 170 orelských vězňů, kteří měli být popraveni. Berija tvrdil, že tvořili „rozhněvanější část vězňů“ a že „prováděli poraženeckou agitaci a pokoušeli se organizovat útěky s cílem obnovit podzemní aktivity“. Seznam byl zaslán Stalinovi, který jej schválil. Dne 8. září soudci Vasilij Ulrich (jako předseda kolegia), Dmitrij Kandybin a Vasilij Bukanov bez jakéhokoli soudu a vyšetřování formálně odsoudili 161 osob k smrti. V době popravy někteří ze seznamu již zemřeli nebo byli převedeni, zatímco jiní byli propuštěni.
Mnoho z popravených byli cizí občané, mezi nimi Fritz Noether, jehož osvobození požadoval dokonce Albert Einstein. Mezi další zadržené osoby popravené toho dne patří Christian Rakovskij, Sergej Efron (manžel Mariny Cvětajevové), Olga Kameněva (sestra Lva Davidoviče Trockého), Garegin Apresov, Marija Spiridonova a Dmitrij Pletňov (slavný lékař, který byl v monstrprocesu odsouzen na 25 let).